# Évariste Carpentier
Évariste Carpentier (n. 2 decembrie 1845, Kuurne, Flandra, Belgia – d. 12 septembrie 1922, Liège, Valonia, Belgia) a fost un pictor belgian de scene de gen și peisaje animate. De-a lungul anilor, pictura sa a evoluat de la arta academică la impresionism. Alături de Emile Claus⁠(d), el este unul dintre primii reprezentanți ai luminismului din Belgia.

## Biografie

### Tinerețe
Évariste Carpentier s-a născut într-o familie modestă de fermieri din Kuurne. A devenit elev la Academia de Arte Frumoase din Courtrai în 1861, sub conducerea lui Henri De Pratere. Acolo a obținut numeroase distincții.
În 1864 a fost admis la Academia Regală de Arte Frumoase din Anvers, unde a fost pregătit de Nicaise de Keyser⁠(d). S-a dovedit a fi talentat în pictură după natură și a obținut premiul de excelență în 1865, ceea ce i-a permis să obțină un atelier privat în Academie în anul următor.

### Cariera timpurie

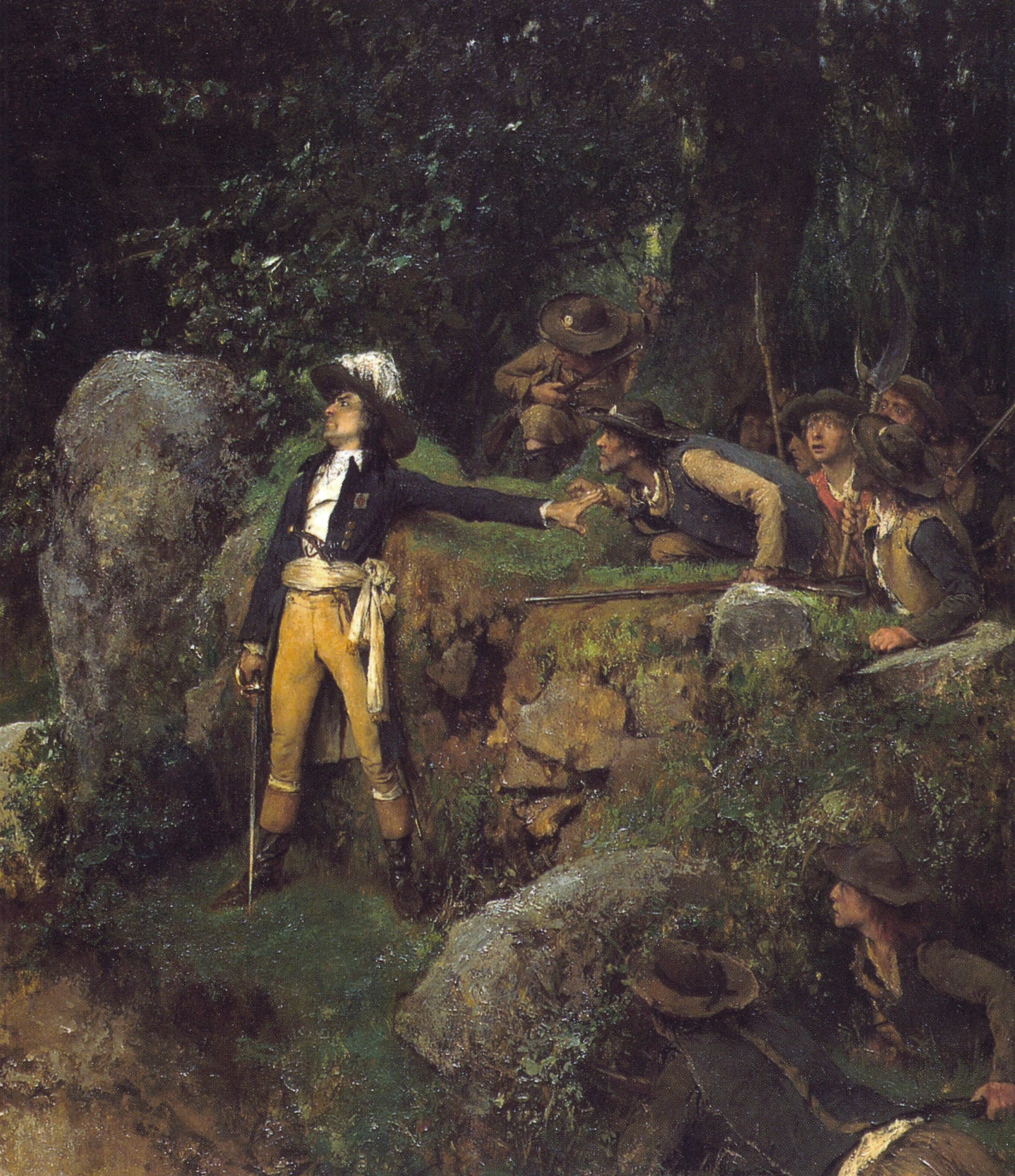
Șuani în ambuscadă la bătălia de la La Gravelle (1793), Musée d'art et d'histoire de Cholet

În 1872, Carpentier s-a stabilit în Anvers și și-a achiziționat propriul atelier. Acolo a pictat numeroase lucrări comandate, care nu reflectau încă personalitatea sa artistică. Și-a început cariera abordând subiecte religioase, teme din antichitate și scene inspirate din pictura olandeză din epoca de aur din secolul al XVII-lea, dar a devenit cunoscut în domeniul picturii istorice. Tabloul „Les premières nouvelles du désastre de la Grande Russie”, expus la Cercul artistic din Anvers în 1872, este un exemplu al acestui succes.
Ca răspuns la gusturile academice ale vremii sale, i-a plăcut să picteze animale de fermă și, în general, farmecul vieții rurale.
În această perioadă, Évariste Carpentier s-a împrietenit cu unii dintre colegii săi de clasă de la Academie, printre care Emile Claus⁠(d), Theodoor Verstraete⁠(d), Frans Hens⁠(d) și Jan Van Beers⁠(d). Aceștia se întâlneau adesea la expozițiile organizate de Cercul Artistic din Anvers. Între 1874 și 1877, Émile Claus a ocupat un colț al atelierului lui Carpenter.
În 1876, o veche rană la genunchi, cauzată în tinerețe, a dezvoltat complicații grave și a amenințat să necesite amputarea. Durerea l-a împiedicat să lucreze. A părăsit Anversul pentru a se întoarce în orașul său natal, unde sora sa i-a oferit îngrijire și tratament pentru următorii trei ani.

### Franța

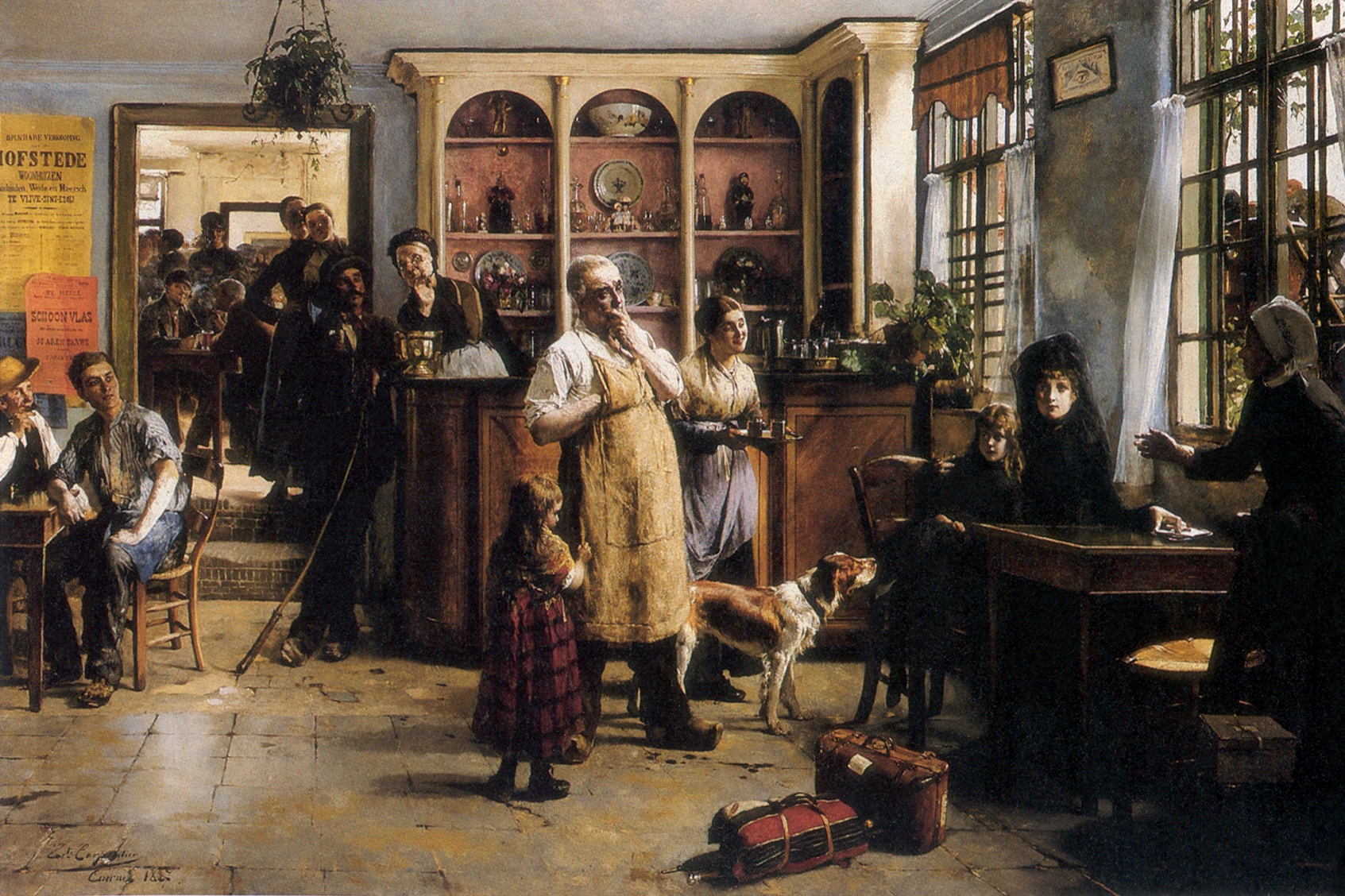
Străinele (1887) Muzeul Regal de Arte Plastice din Belgia

La sfatul medicului său, Carpentier a părăsit Kuurne în 1879 pentru sudul Franței, pentru a-și accelera recuperarea. În anul următor, la întoarcere, s-a oprit la Paris, unde l-a întâlnit pe prietenul Jan Van Beers⁠(d). A fost convins să se mute în capitala Franței, unde Van Beers urma să împărtă atelierul său cu el. Carpentier a început să realizeze picturi realiste ale burgheziei pariziene.
În 1881, a reușit în sfârșit să scape definitiv de cârje și s-a stabilit în Bulevardul de Clichy nr. 71. Apoi și-a urmat pasiunea pentru pictura istorică. Scenele Revoluției Franceze, precum și episoadele Războiului din Vendée, au devenit principalele sale surse de inspirație. Având dintotdeauna o predilecție pentru episoadele dramatice, Carpentier și-a rafinat abilitățile de compoziție în căutarea unor modalități mai bune de a descrie caracterul patetic al faptelor istorice minore, precum cele din „ Șuani în dezordine” (1883) și „Madame Roland la închisoarea Sainte-Pélagie (1886).  Picturile sale au devenit foarte apreciate de public.

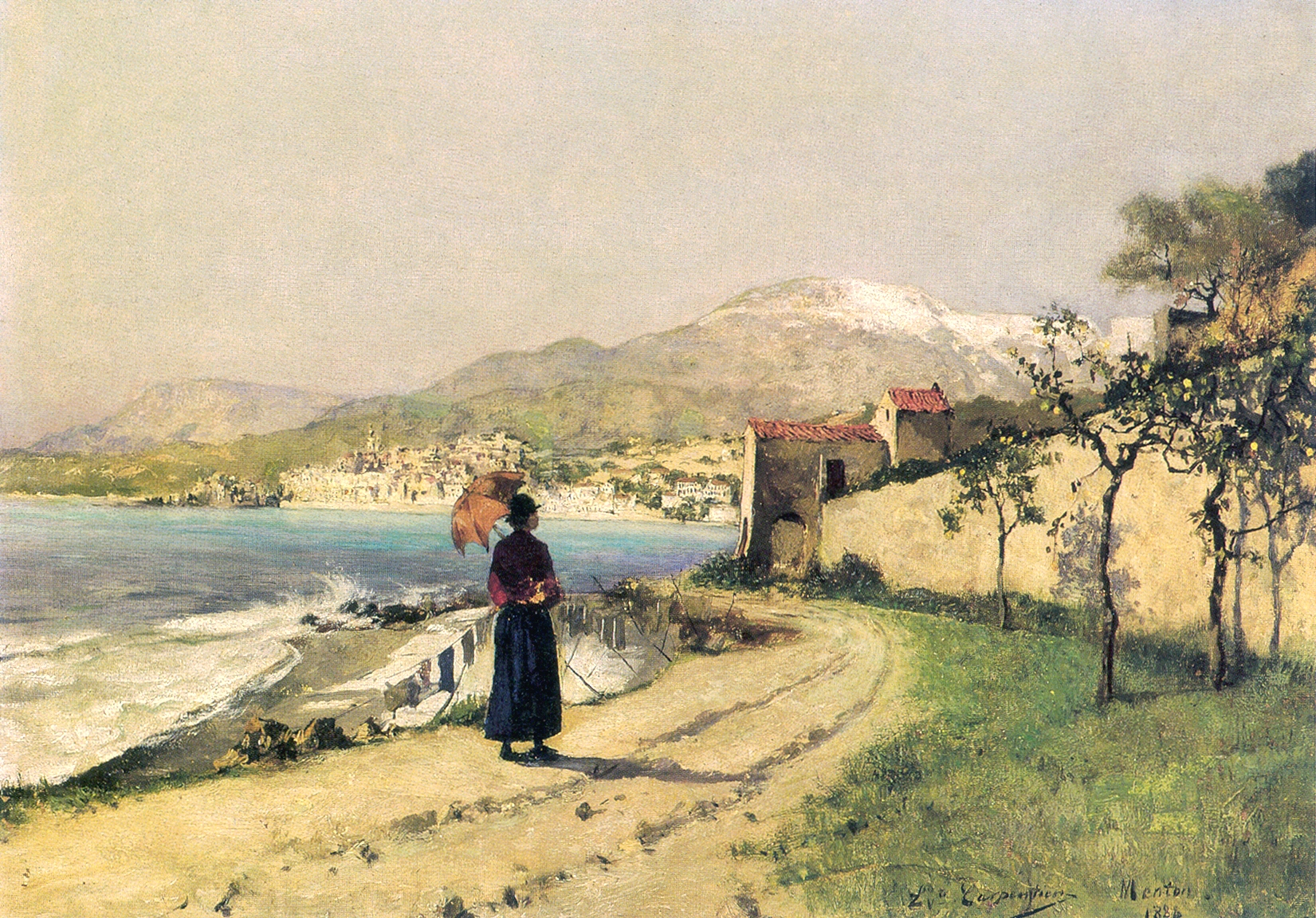
Plimbare pe malul mării (Menton, 1888)

Acest succes a constituit, însă, un obstacol în calea descoperirii sale a picturii „în aer liber”. În această privință, anul 1884 a marcat un punct de cotitură în cariera sa. Carpentier a părăsit în cele din urmă convențiile academismului și și-a găsit adevărata voce artistică. După ce a descoperit lucrările lui Jules Bastien-Lepage, a început să se dedice picturii „plein air”, îndreptându-se către natură prin intermediul mișcării realismului. A locuit timp de două sezoane în principal la Saint-Pierre-lès-Nemours, lângă pădurea Fontainebleau, dar și la Le Tréport și la Saint-Malo .

### Întoarcerea în Belgia

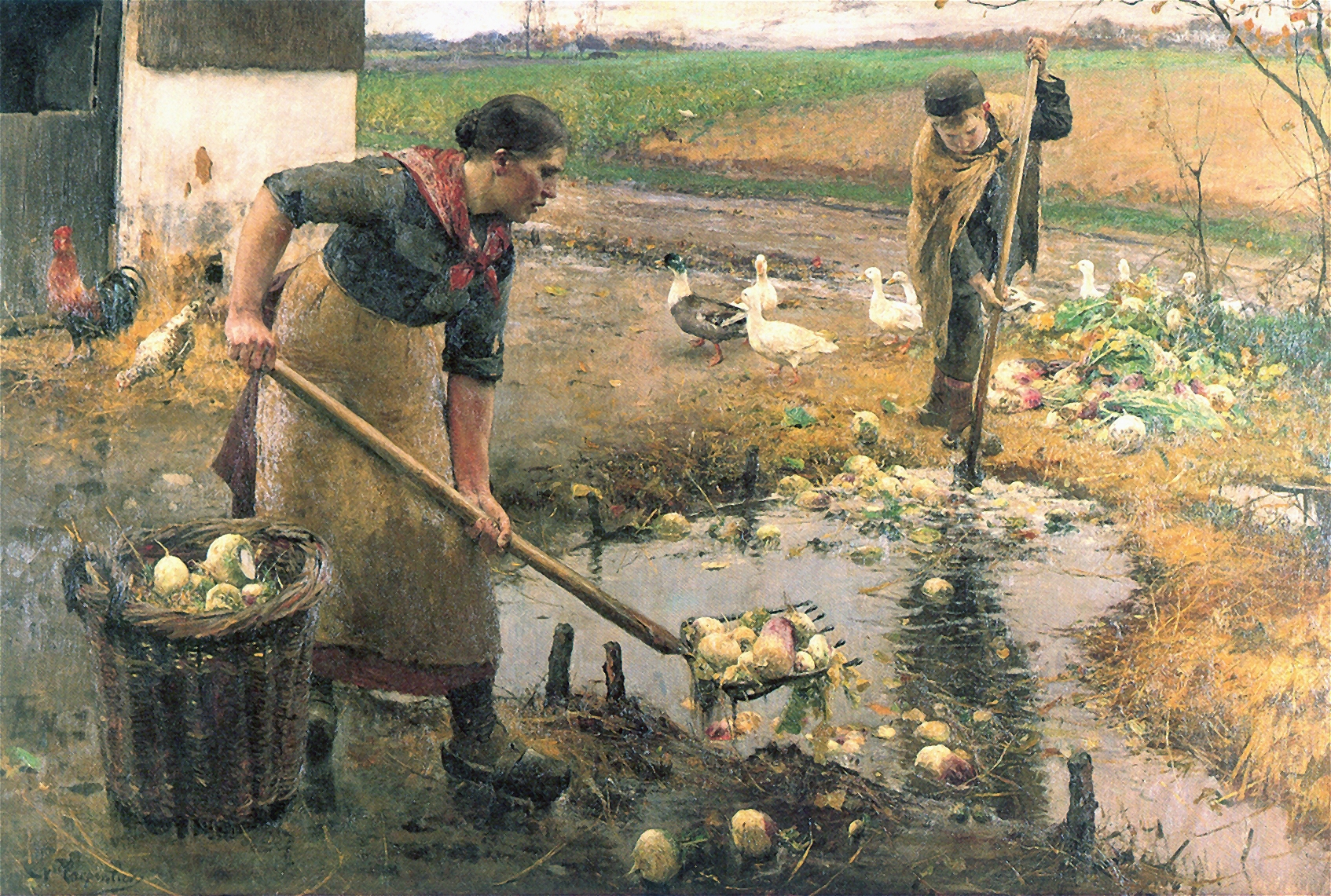
Spălarea napilor (1890)
Museum of Fine Arts (Liège), Liège

Deși Carpentier a renunțat la atelierul său din Paris abia în 1892, s-a întors în Belgia în 1886. Acolo, a fost martor la popularitatea crescândă a impresionismului în rândul artiștilor din Bruxelles, precum Grupul celor XX. În timpul șederii sale îndelungate în Franța, fusese deja expus impresioniștilor, dar fusese influențat într-o mai mare măsură de naturalismul lui Jules Bastien-Lepage și Jules Breton⁠(d). Picturile sale inițiale în aer liber, care fuseseră realizate cu tușe mai întunecate și mai groase, au făcut loc unei palete vizibil mai luminoase și unor tușe progresiv mai ușoare.
Odată stabilit în Belgia, a continuat să călătorească. Din 1886 până în 1896, a călătorit prin zona rurală belgiană și franceză, în căutarea de noi peisaje. A vizitat frecvent Campine din Genk împreună cu prietenii săi, artiștii peisagiști Franz Courtens⁠(d) și Joseph Coosemans⁠(d). De asemenea, a vizitat Bretania, o regiune care a avut o influență deosebit de puternică asupra sa.
În 1888, Carpentier s-a căsătorit cu Jeanne Smaelen la Verviers. Din această căsătorie s-au născut cinci copii.
În 1890, tânărul cuplu s-a mutat în Brabantul belgian, la Overijse, unde Carpentier a pictat „Spălarea napilor”, o lucrare importantă care i-a adus artistului o medalie la Paris și care a fost achiziționată de MAMAC din Liège.

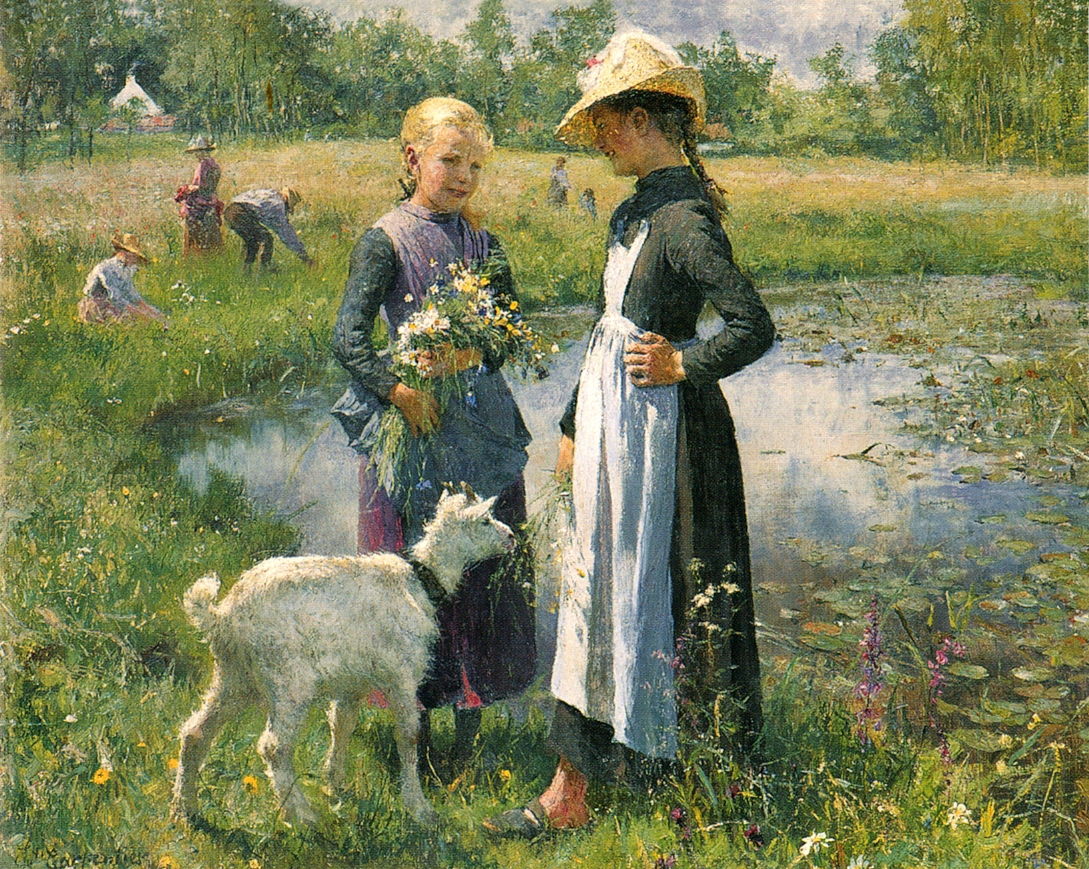
Micul iaz. Muzeul de Arte Frumoase, Verviers

În 1892, Carpentier s-a mutat din nou, de data aceasta la La Hulpe. În această perioadă, artistul a înflorit și a căutat să găsească adevărul naturii, conform viziunii sale impresioniste, în paralel cu cea a prietenului său Emile Claus. S-a orientat către tonuri delicate și atingeri atmosferice. Carpentier a devenit unul dintre cei mai activi propagatori ai luminismului.

### Profesor și director
În ianuarie 1897, Carpentier și-a depus candidatura pentru postul de profesor de pictură la Academia Regală de Arte Frumoase din Liège, care rămsese vacant de la moartea lui Émile Delperée.

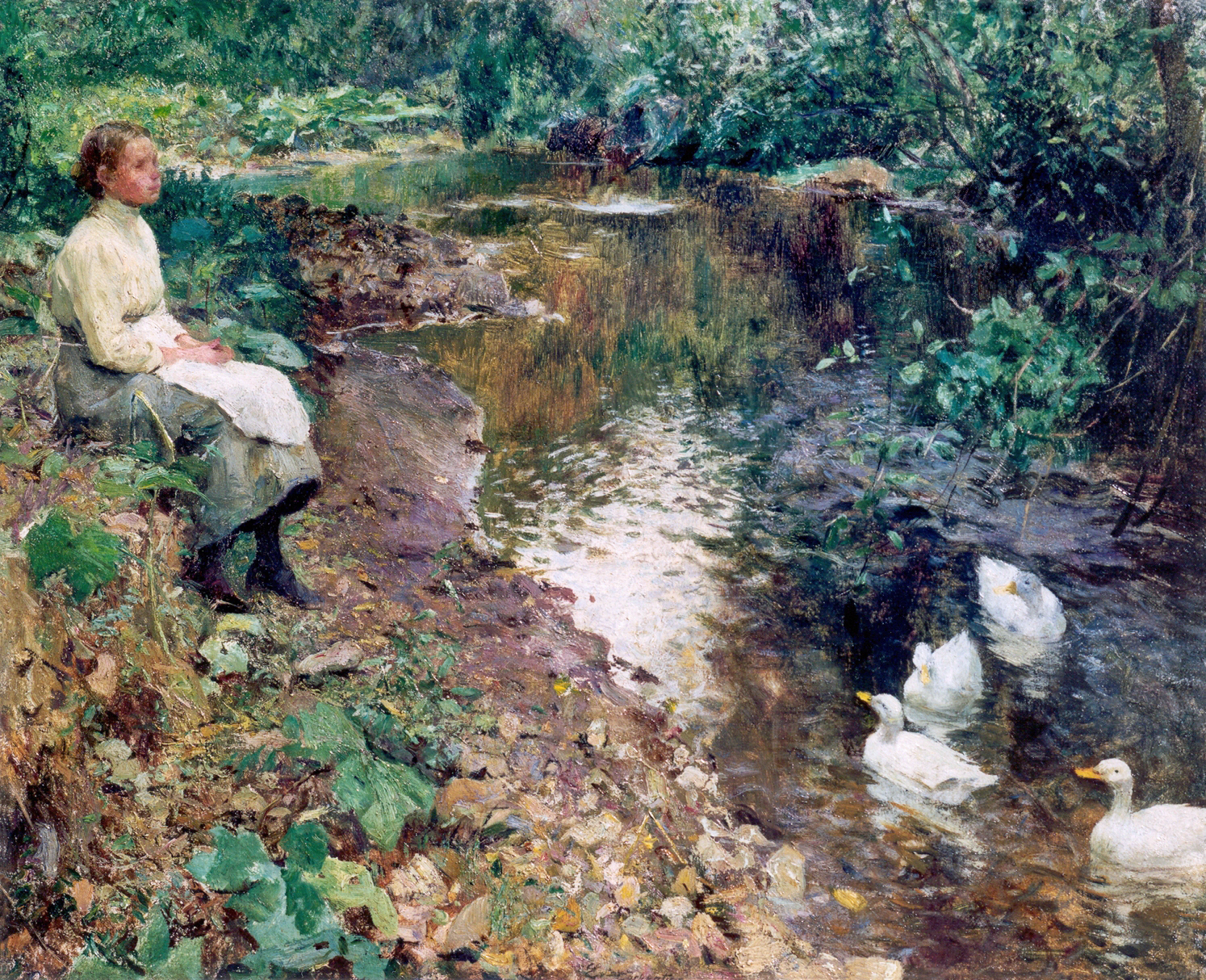
Meditând

Deși candidatura sa era serioasă, Carpentier avea un dezavantaj: nu era din Liège. Acest lucru a fost o sursă de dispută. Cu toate acestea, și în ciuda reacțiilor de respingere din partea valonilor, în cele din urmă i s-a acordat postul și s-a mutat în Rue Mont Saint-Martin din Liège. Avea 51 de ani.
În 1904, Carpentier i-a succedat lui Prosper Drion ca director al Academiei, funcție pe care a deținut-o până în 1910. În ciuda disputelor provocate de promovarea sa, care l-au durut profund, și-a îndeplinit sarcina cu aceeași dăruire. Din 1905 a locuit în [[{{{2}}}|Rue Hors-château]]⁠(fr)[traduceți], tot în Liège.
Devenind profesor, Évariste Carpentier a contribuit la remodelarea evoluției picturii din Liege. A eliberat pictura locală de convențiile academice, popularizând estetica impresionistă.

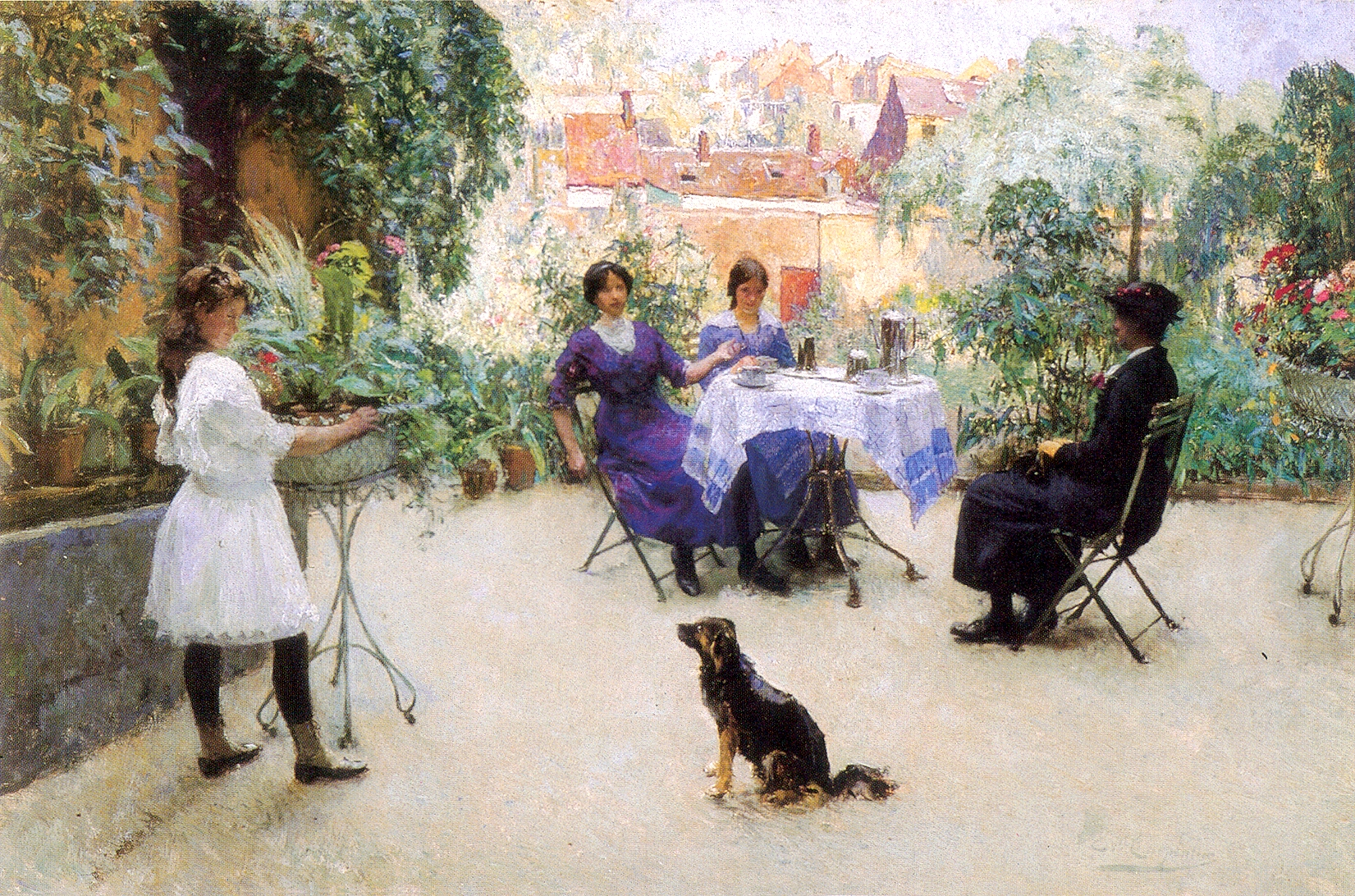
Petrecerea de ceai a doamnelor

A predat multor artiști, dintre care unii nu au încercat să-i imite stilul. Printre cei mai cunoscuți dintre studenții săi care au fost influențați semnificativ de abordarea sa au fost Armand Jamar, Albert Lemaître⁠(d) și José Wolff . Alți artiști din Liege care au trecut prin clasa sa au fost Fernand Steven, Robert Crommelynck, Adrien Dupagne, Marcel Caron⁠(d), Jean Donnay și Auguste Mambour⁠(d). În plus, a oferit îndrumări și sfaturi pictorilor care nu au participat la cursul său, cum ar fi Xavier Wurth. Pictorul din Ardeni, Richard Heintz, a beneficiat și el de încurajările lui Carpentier.
Din 1906, Carpentier și-a petrecut vacanțele de vară în Vieuxville⁠(d), la o casă numită L'Abbaye de Stavelot .

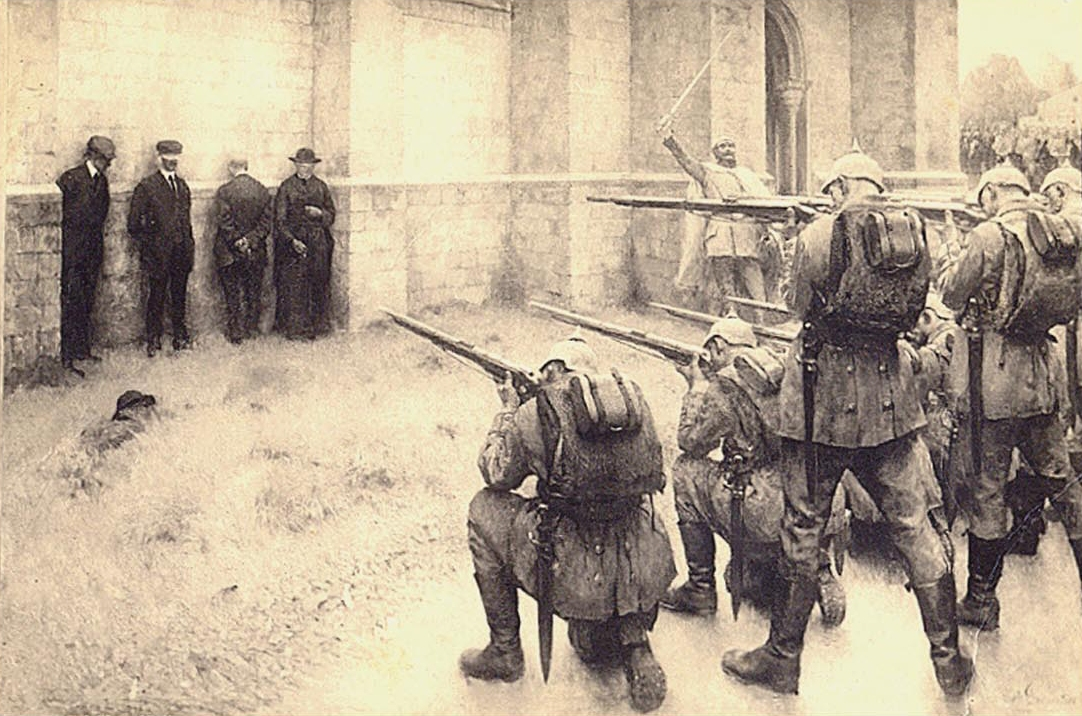
L'exécution des notables de Blégny, 1914

În timpul Primului Război Mondial, Carpentier a fost martor la violarea Belgiei de către germani și a descris execuția civililor belgieni în lucrarea sa L'exécution des notables de Blégny, 1914 .
Carpentier s-a pensionat în 1919 și a murit la Liège la 12 septembrie 1922, în urma unei lungi boli.

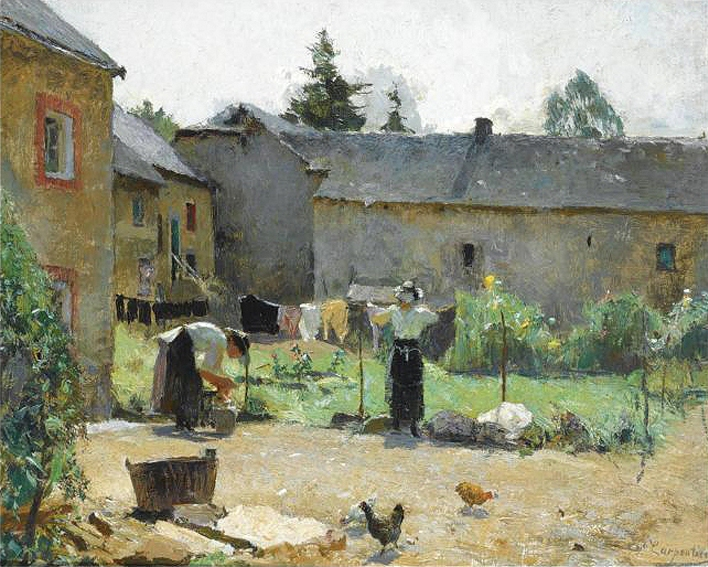
Femmes sechant le linge

## Opera de artă și moștenirea
În timpul vieții sale, Carpentier a avut un mare succes. De-a lungul carierei, a câștigat numeroase premii și distincții la expoziții internaționale, atât în Europa, cât și în Statele Unite, primind medalii de aur la Anvers, München și Berlin pentru „Soarele de vară” (1896), Paris, Amsterdam, Barcelona și Nisa. Opera sa a fost practic uitată la scurt timp după moartea sa. Cu toate acestea, a fost redescoperită spre sfârșitul secolului al XX-lea. Importanța operei sale este acum recunoscută pentru contribuția sa în calitate de profesor la Academia din Liège, unde a predat un nou mod de a picta, precum și pentru întreaga sa opera ca o verigă esențială în dezvoltarea picturii belgiene moderne.